# Giovanni Murineddu
Giovanni Pietro Murineddu (Calangianus, 15 maggio 1938) è un politico italiano.

## Biografia
Laureato in lettere e filosofia, insegnante e preside, dopo aver militato nel Partito Socialista Italiano e fondato la Federazione Democratica sarda, è stato senatore della Repubblica dal 1996 al 2006 (XIII e XIV legislatura) eletto nel collegio di Olbia, prima con la Federazione Laburista (nelle liste del PDS) e poi coi Democratici di Sinistra.
Ha pubblicato diversi saggi di storia sociale ed economica, uno studio sull'adolescenza e un volumetto di liriche (Giù dalle stelle - Edes 2006).